# Rodrigo de la Serna
Rodrigo de la Serna, all'anagrafe Lionel Rodrigo de la Serna Chevalier (Buenos Aires, 18 aprile 1976), è un attore argentino. È noto per il suo ruolo nel film I diari della motocicletta di Walter Salles, nonché per l'interpretazione di papa Francesco nel film biografico Chiamatemi Francesco - Il Papa della gente e per quella di Palermo nella serie televisiva spagnola La casa di carta, distribuita da Netflix.

## Carriera
Nel 2004 ha vinto il Silver Condor al miglior attore e all'Independent Spirit Awards per la miglior performance di debutto per il film I diari della motocicletta, per la quale è stato candidato anche per il BAFTA al miglior attore non protagonista. Nel film ha interpretato il ruolo di Alberto Granado, il compagno di viaggio di Che Guevara durante il loro viaggio di 8 mesi attraverso il Sud America. Ha recitato in molte serie televisive argentine come Okupas, Sol negro, Vulnerables, oltre a serie televisive spagnole come La casa di carta. De la Serna è stato scelto nel 2014 per interpretare il giovane Jorge Mario Bergoglio nel biopic diretto da Daniele Luchetti Chiamatemi Francesco - Il Papa della gente. Nel 2019 ha iniziato a recitare ne La casa di carta nel ruolo di "Palermo", un membro della banda del Professore. Rodrigo de la Serna ha pure una grande passione per la musica e ha creato un suo gruppo musicale.

## Filmografia parziale

### Cinema
- El mismo amor, la misma lluvia, regia di Juan José Campanella (1999)
- Nueces para el amor, regia di Alberto Lecchi (2000)
- Gallito ciego, regia di Santiago Carlos Oves (2001)
- I diari della motocicletta (Diarios de motocicleta), regia di Walter Salles (2004)
- Cronaca di una fuga - Buenos Aires 1977 (Crónica de una fuga), regia di Israel Adrián Caetano (2006)
- El torcán, regia di Gabriel Arregui (2009)
- Segreti di famiglia (Tetro), regia di Francis Ford Coppola (2009)
- Boca de Fresa, regia di Jorge Zima (2010)
- Revolución: El cruce de los Andes, regia di Leandro Ipiña (2011)
- Antes del estreno, regia di Santiago Giralt (2011)
- Mía, regia di Javier Van de Couter (2011)
- Chiamatemi Francesco - Il Papa della gente, regia di Daniele Luchetti (2015)
- Box 314 - La rapina di Valencia (Cien años de perdón), regia di Daniel Calparsoro (2016)
- Inseparabili (Inseparables), regia di Marcos Carnevale (2016)
- Yucatán, regia di Daniel Monzón (2018)
- Al acecho, regia di Francisco D'Eufemia (2020)

### Televisione
- Cybersix - serie TV (1995-1996)
- Vulnerables - serie TV (1999)
- Okupas - serie TV (2000)
- Calientes - sitcom (2000)
- Tiempo final - serie TV (2001-2002)
- Sol negro - serie TV (2003)
- Un cortado, historias de café - serie TV (2004)
- Botines - miniserie TV (2005)
- Hermanos y detectives - serie TV (2006)
- Lo que el tiempo nos dejó - miniserie TV (2010)
- El puntero - serie TV (2011)
- Tiempos compulsivos - miniserie TV (2012)
- El Lobista - serie TV (2018- in corso)
- La casa di carta (La casa de papel), - serie TV, 26 episodi (2019-2021)

## Doppiatori italiani
Nelle versioni in italiano delle opere in cui ha recitato, è stato doppiato da:
- Patrizio Cigliano in I diari della motocicletta
- Simone D'Andrea in Chiamatemi Francesco - Il Papa della gente
- Gianluca Cortesi in Box 314 - La rapina di Valencia, La casa di carta, La casa di Carta - da Berlino a Tokyo, La casa di Carta - il fenomeno.
- Francesco Venditti in Cronaca di una fuga - Buenos Aires 1977
- Marco Vivio in Yucatán